# نادي ميرانديس
نادي ميرانديس هو نادي كرة قدم من مدينة ميراندا دي إيبرو بإسبانيا. يلعب في الدرجة الثانية. تأسس في عام 1927.

## وصلات خارجية
- موقع النادي الرسمي